# Marcillé-Robert
Pour les articles homonymes, voir Marcillé et Robert.
Marcillé-Robert est une commune française située dans le département d'Ille-et-Vilaine en Région Bretagne. C'est une commune rurale située à une vingtaine de kilomètres au sud de Vitré et voisine au nord de Retiers, le siège de son intercommunalité. Le bourg est situé le long e l'étang de Marcillé, alimenté par la Seiche et l'Ardenne.
Elle est peuplée de 994 habitants, nommés les Marcilléens.

### Localisation

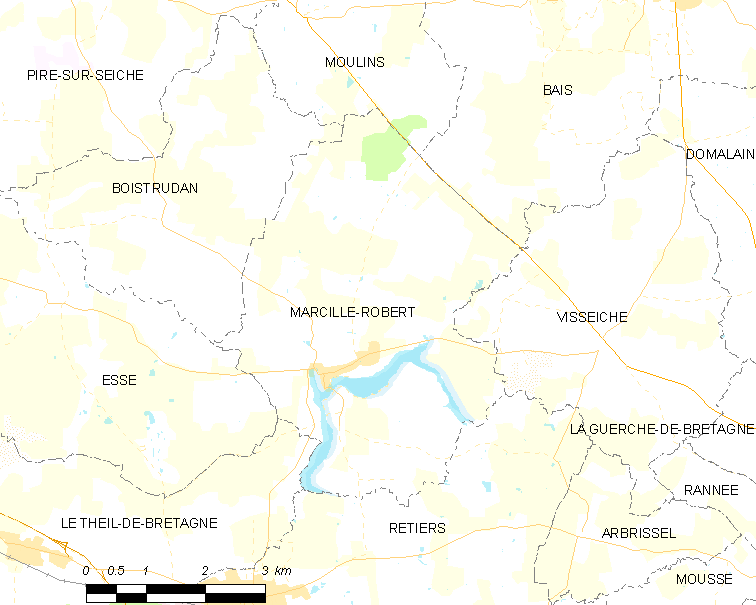
Carte de Marcillé-Robert.

## Géographie

### Description
Les altitudes au sein du territoire communal sont comprises entre 87 mètres (à la limite nord de la commune, au niveau du carrefour entre la D 463 et la D107, où se trouve la chapelle de Notre-Dame d'Alliance (située dans la commune de Bais) et 37 mètres (à la limite ouest de la commune, à l'endroit où la Seiche quitte le territoire communal). le relief est assez vallonné en raison de la présence de deux vallées assez encaissées : celle de la Seiche, rivière affluente de rive gauche de la Vilaine, qui coule est-ouest et forme la limite communale avec Retiers dans sa partie amont et celle de l'Ardenne, rivière affluente de la Seiche, qui forme aussi sur une partie de son tracé limite communale avec Retiers ; ces deux cours d'eau confluent au niveau de l'étang de Marcillé-Robert, qui se subdivise pour cette raison en deux bras, celui de l'est correspondant à la vallée de la Seiche et celui du sud à celle de l'Ardenne. Quelques cours d'eau secondaires, affluents de rive droite de la Seiche, parcourent la partie nord de la commune :  le ruisseau du Bas Mesnil (qui se jette dans l'étang de Marcillé-Robert) et le ruisseau de Bueuf, qui rejoint la Seiche en aval du dit étang.

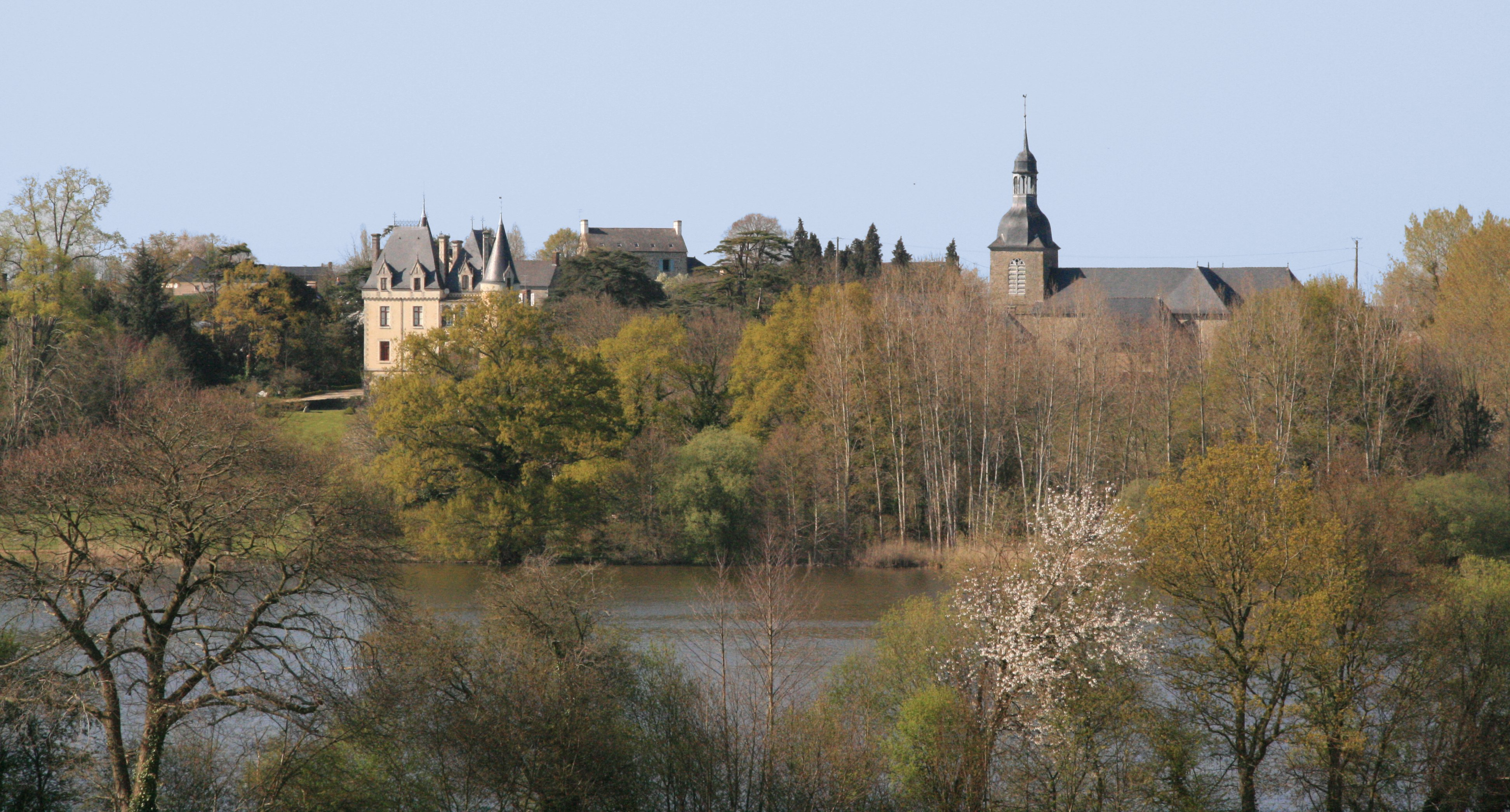
Le château, l'église et l'étang.
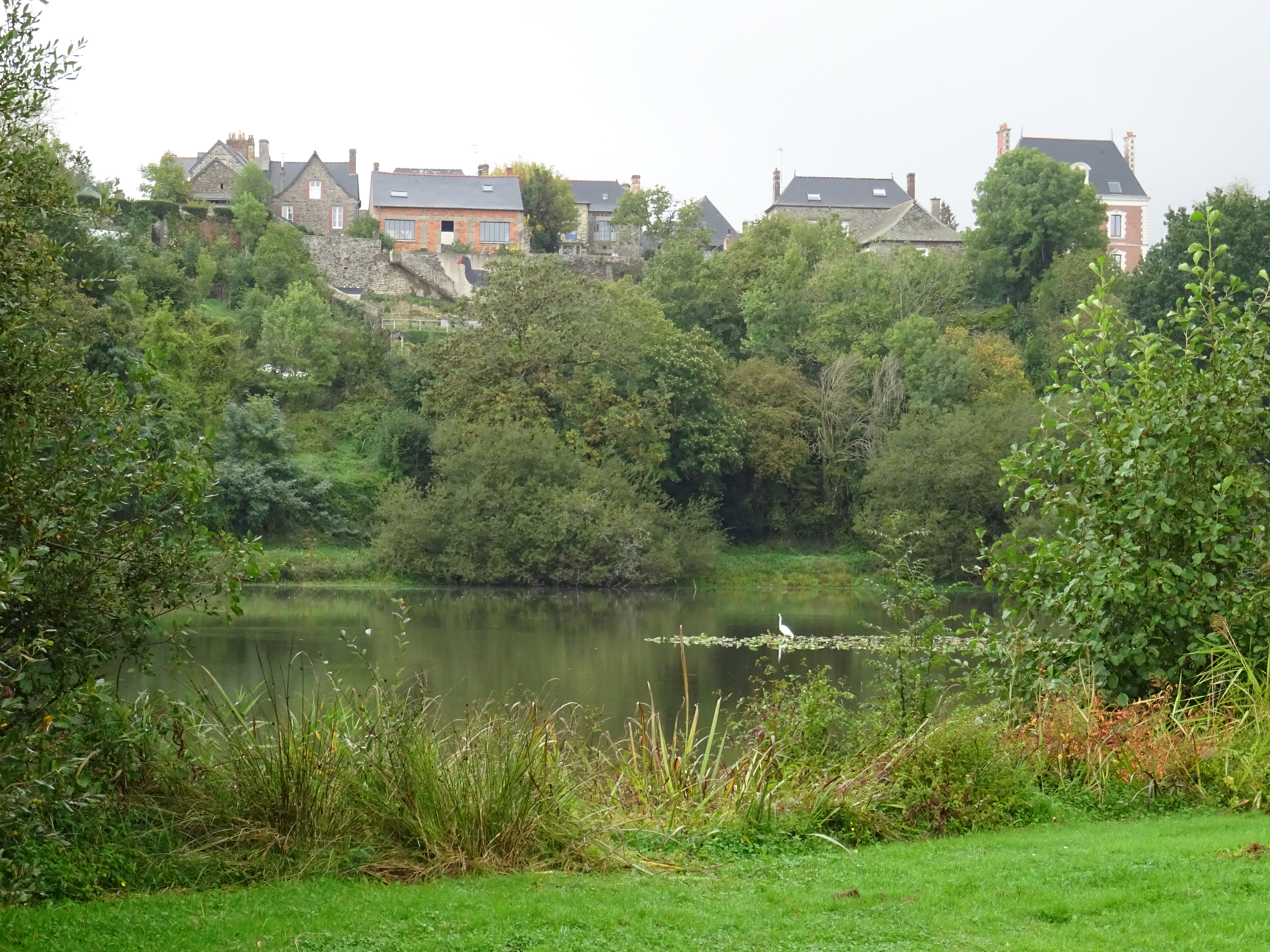
Le bras Est (celui de la Seiche) de l'étang de Marcillé-Robert, dominé par le bourg, vu depuis le lieu-dit "Le Rachat".
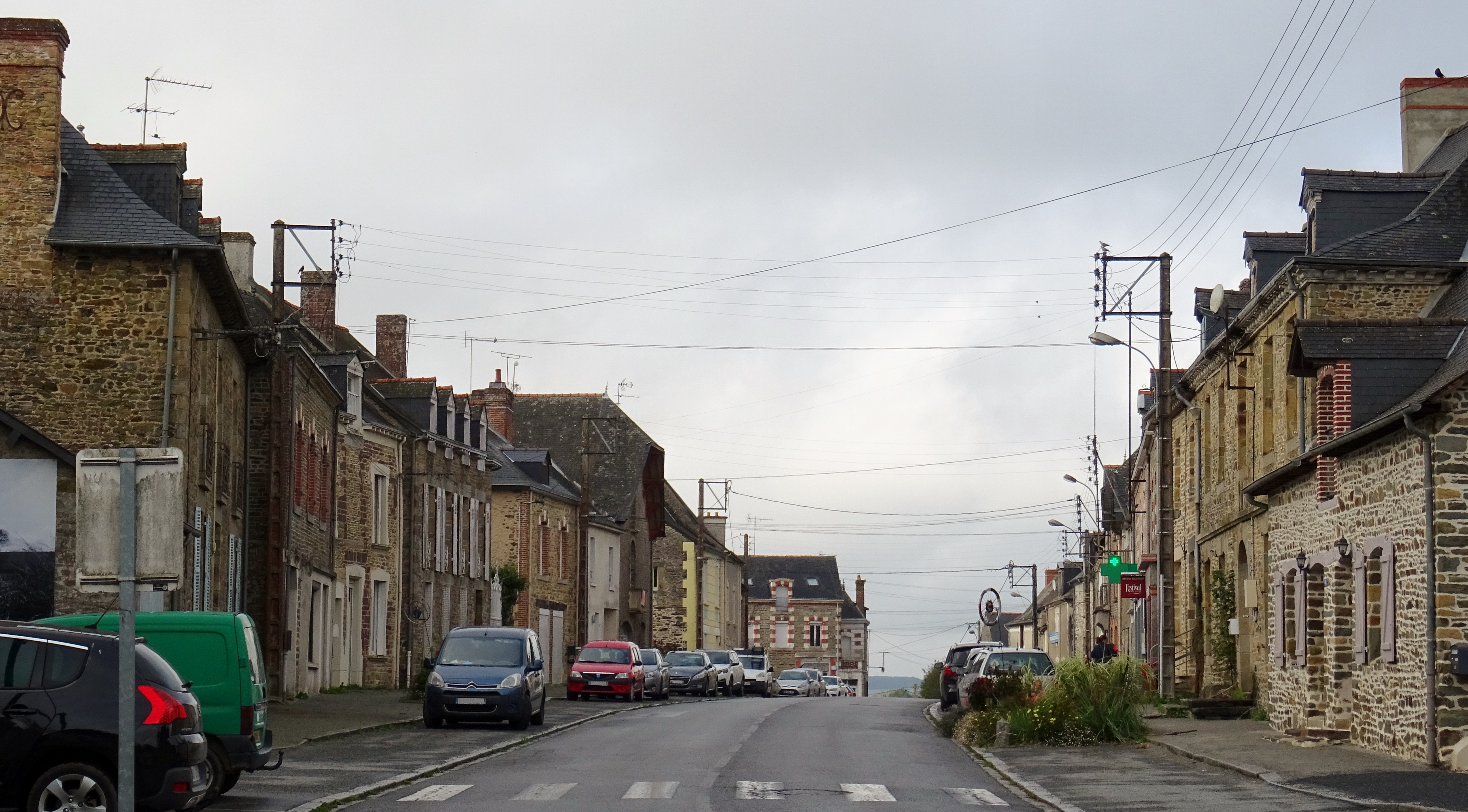
La rue principale (photographie prise depuis les environs de la mairie).

La commune présente un paysage agraire traditionnel de bocage avec un habitat dispersé en de nombreux écarts (villages) et fermes isolées ; éloignée des grandes villes, elle a échappé à toute rurbanisation et périurbanisation, avec tut au plus deux modestes lotissements aux deux extémités du bourg, lequel, étiré en longueur dans le sens ouest-est le long de la D 48, se trouve à une bonne soixantaine de mètres au nord du bras est de l'étang de Marcillé qu'il domine d'une quinzaine de mètres.
La commune est desservie par plusieurs routes départementales qui convergent vers le bourg ou le traversent : la D 48 vient côté ouest de Janzé et Essé et poursuit vers l'est en direction de Visseiche après avoir traversé le bourg ; côté nord, la D 116 vient de Moulins et la D 107 de Louvigné-de-Bais ; côté nord-ouest la D 32 vient de Boistrudan et, après avoir traversé le bourg, poursuit son tracé au sud de la commune, étant le seul axe routier reliant la partie sud de la commune (au sud de l'étang de Marcillé) grâce au pont du Rachat qui enjambe la branche orientale du dit étang ; côté sud, la D 107 relie Marcillé-Robert à Retiers. Mais l'axe routier le plus important, la D 463, ne fait que longer le territoire communal (formant limite communale avec Bais) : elle vient côté nord-ouest de Rennes et Châteaugiron, et poursuit vers le sud-est en direction de La Guerche-de-Bretagne.

### Hydrographie
Pour un article plus général, voir Réseau hydrographique d'Ille-et-Vilaine.
La commune est située dans le bassin Loire-Bretagne. Elle est drainée par la Seiche, l'Ardenne, le Bueuf, le Mesnil, le Coquerelle et le ruisseau de la Gravelle,,.
La Seiche, d'une longueur de 97 km, prend sa source dans la commune du Pertre et se jette  dans la Vilaine à Bruz, après avoir traversé 24 communes. 
L'Ardenne, d'une longueur de 23 km, prend sa source dans la commune de Rannée et se jette  dans la Seiche sur la commune, après avoir traversé six communes. 

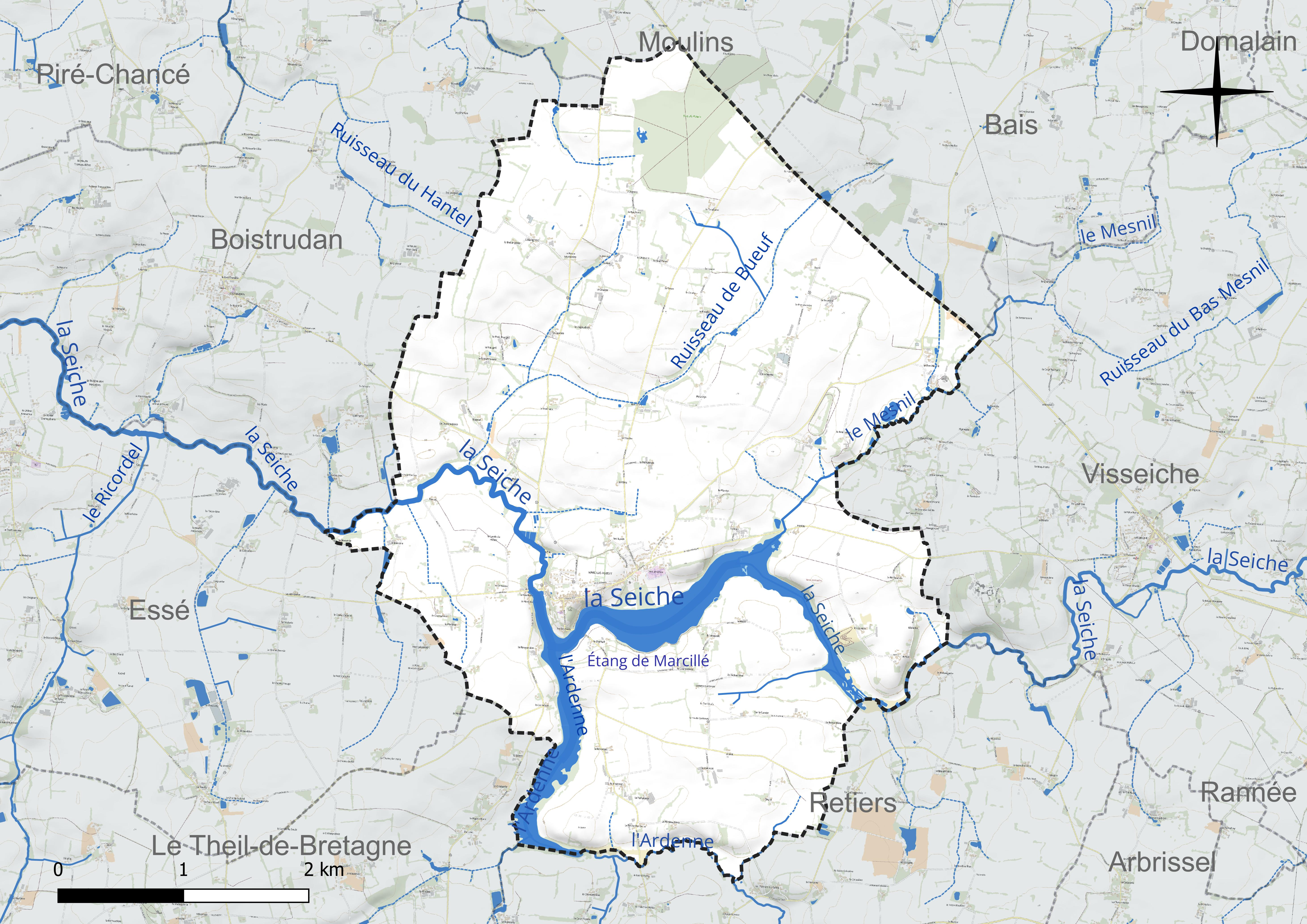
Réseau hydrographique de Marcillé-Robert.

Un plan d'eau complète le réseau hydrographique : l'étang de Marcillé, d'une superficie totale de 87,2 ha (86,18 ha sur la commune),.

### Climat
Pour des articles plus généraux, voir Climat de la Bretagne et Climat d'Ille-et-Vilaine.
En 2010, le climat de la commune est de type climat océanique altéré, selon une étude du CNRS s'appuyant sur une série de données couvrant la période 1971-2000. En 2020, Météo-France publie une typologie des climats de la France métropolitaine dans laquelle la commune est exposée à un climat océanique et est dans la région climatique  Bretagne orientale et méridionale, Pays nantais, Vendée, caractérisée par une faible pluviométrie en été et une bonne insolation. Parallèlement l'observatoire de l'environnement en Bretagne publie en 2020 un zonage climatique de la région Bretagne, s'appuyant sur des données de Météo-France de 2009. La commune est, selon ce zonage, dans la zone « Sud Est », avec des étés relativement chauds et ensoleillés.  
Pour la période 1971-2000, la température annuelle moyenne est de 11,6 °C, avec une amplitude thermique annuelle de 13,2 °C. Le cumul annuel moyen de précipitations est de 710 mm, avec 11,9 jours de précipitations en janvier et 6,5 jours en juillet. Pour la période 1991-2020, la température moyenne annuelle observée sur la station météorologique la plus proche, située sur la commune d'Arbrissel à 5 km à vol d'oiseau, est de 12,1 °C et le cumul annuel moyen de précipitations est de 718,7 mm,. Pour l'avenir, les paramètres climatiques de la commune estimés pour 2050 selon différents scénarios d'émission de gaz à effet de serre sont consultables sur un site dédié publié par Météo-France en novembre 2022.

### Flore
Du point de vue de la richesse de la flore, Marcillé-Robert compte parmi les communes du département possédant dans leurs différents biotopes un nombre important de taxons, soit 512 pour une moyenne communale de 348 taxons et un total départemental de 1 373 taxons (118 familles). Plus que ce nombre, il faut considérer 34 taxons à forte valeur patrimoniale (total de 207) ; 18 taxons protégés et 25 appartenant à la liste rouge du Massif armoricain (total départemental de 237).

## Urbanisme

### Typologie
Au 1er janvier 2024, Marcillé-Robert est catégorisée commune rurale à habitat dispersé, selon la nouvelle grille communale de densité à sept niveaux définie par l'Insee en 2022.
Elle est située hors unité urbaine et hors attraction des villes,.

### Occupation des sols
L'occupation des sols de la commune, telle qu'elle ressort de la base de données européenne d'occupation biophysique des sols Corine Land Cover (CLC), est marquée par l'importance des territoires agricoles (90,7 % en 2018), une proportion sensiblement équivalente à celle de 1990 (91,2 %). La répartition détaillée en 2018 est la suivante : 
terres arables (41,4 %), zones agricoles hétérogènes (35,8 %), prairies (13,5 %), eaux continentales (4,9 %), forêts (2,6 %), zones urbanisées (1,8 %). L'évolution de l'occupation des sols de la commune et de ses infrastructures peut être observée sur les différentes représentations cartographiques du territoire : la carte de Cassini (XVIIIe siècle), la carte d'état-major (1820-1866) et les cartes ou photos aériennes de l'IGN pour la période actuelle (1950 à aujourd'hui).

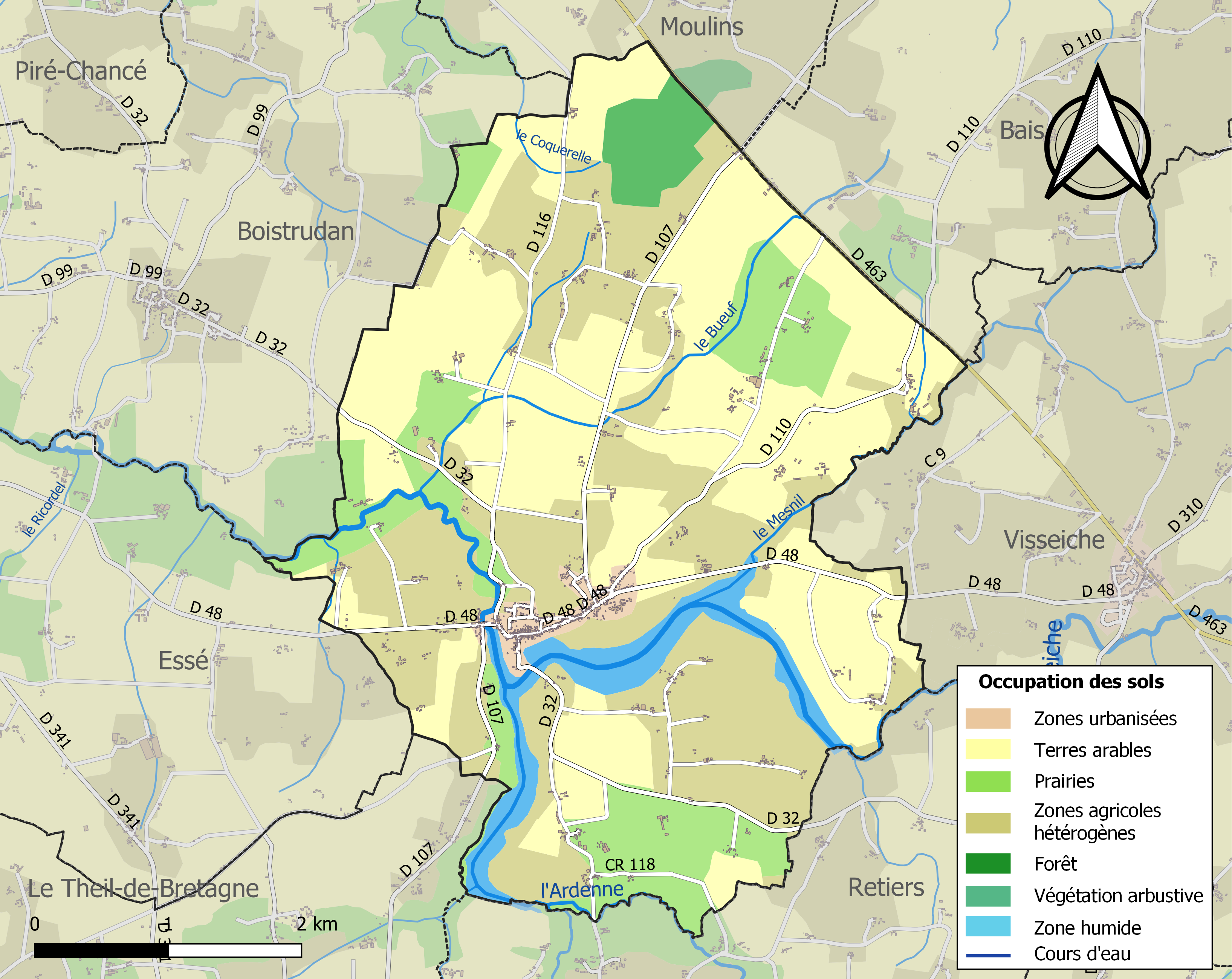
Carte des infrastructures et de l'occupation des sols de la commune en 2018 (CLC).

## Toponymie
Le nom de la localité est attesté sous les formes ecclesia de Marcilliaco en 1020, ecclesia Marcillei en 1170, Marcilleyum Roberti en 1516.
Marcillé : d'origine latine, d'un nom d'homme Marcilius, sans doute le propriétaire d'un domaine gallo-romain, suivi du suffixe de localisation gaulois, -akon, évolué en -e .
 Robert : second fils de Riwallon (ou Rivallon) de Vitré, grand seigneur féodal du XIe siècle.

## Histoire

### Moyen Âge
Marcillé-Robert est une localité très ancienne : on y battait monnaie dès le début du VIIe siècle. Un château fut édifié au début du XIe siècle par le premier seigneur de Vitré, Riwallon, pour son fils Robert : c'est alors que Marcillé prit le nom de Robert. En 1108, le seigneur Robert de Marcillé fit rehausser la digue, afin desurélever le niveau d'eau de l'étang de Marcillé, qui existait donc antérieurement, en vue de renforcer les défenses du château. Ce même Rivallon de Vitré donna le tiers des revenus de Marcillé à l'abbaye de Marmoutier ; les moines bénédictins de Marmoutier implantèrent un prieuré, dénommé prieuré Saint-Jacques, sur les bords de la Seiche en 1189 et André, baron de Vitré lui accorda en 1198 la perception du droit de passage de la rivière, le droit de mouture et les dîmes qu'il percevait jusqu'alors ; il annexa par la suite ce prieuré à celui de Sainte-Croix de Vitré. En 1197 Herbert, évêque de Rennes, confirma l'abbaye de Marmoutier dans la possession de l'église de Marcillé (le recteur de Marcillé fut longtemps présenté par l'abbé de Marmoutier) et de ses dépendances.
Le Bois-Robin appartenait en 1400 à Pierre Geebert et en 1427 à Jean des Valleux. En 1431 Hervé Huguet, de la maison du Bois-Robin, fut nommé évêque de Saint-Brieuc, par décision du duc Jean V ; il fut l'un des évêques chargés par le concile de Bâle de lever des subsides sur le clergé de Bretagne pour l'entretien et la nourriture des ambassadeurs du Duc au dit concile.
La maison noble du Champ-Bellé appartenait en 1420 à Pierre de Beaucé, et en 1672 à René de Beaucé, chevalier et seigneur du Champ-Bellé ; la Tautuère appartenait en 1427 à Raffray Havart. Pierre de Tinténiac, seigneur du bourg et habitant le château de Marcillé, était alors capitaine de Marcillé-Robert (Marcillé-Robert avait alors le titre de ville). Six autres nobles de Marcillé-Robert étaient mentionnés à Marcillé-Robert lors de la Réformation de 1427 : Jean Giffart (chevalier) ; Raoullet Jarret (seigneur de Trozé) et son fils Olivier : Pierre Geebert (seigneur de Boisrobin) ; Raffray Harvart (seigneur de la Tautuère) et Pierre (seigneur de Boispéan).
En 1472 le duc François II, qui se battait alors contre le roi de France Louis XI, établit son camp pendant un mois à Marcillé-Robert. Les habitants de Marcillé-Robert, appauvris par les guerres (Guerre de Bretagne et Guerre folle), la disette et les épidémies exposèrent au duc François II qu'ils étaient dans l'impossibilité de payer les contributions et impôts accoutumés. Le Duc ordonna le 28 juin 1479 à deux secrétaires de sa chancellerie, Raoul Bouquet et Robert Macé, de se rendre à Marcillé-Robert pour vérifier la situation des habitants ; les impôts furent diminués.
Le château fort est pris en 1488 par Louis II de La Trémoille au service du roi de France Charles VIII.

### Temps modernes

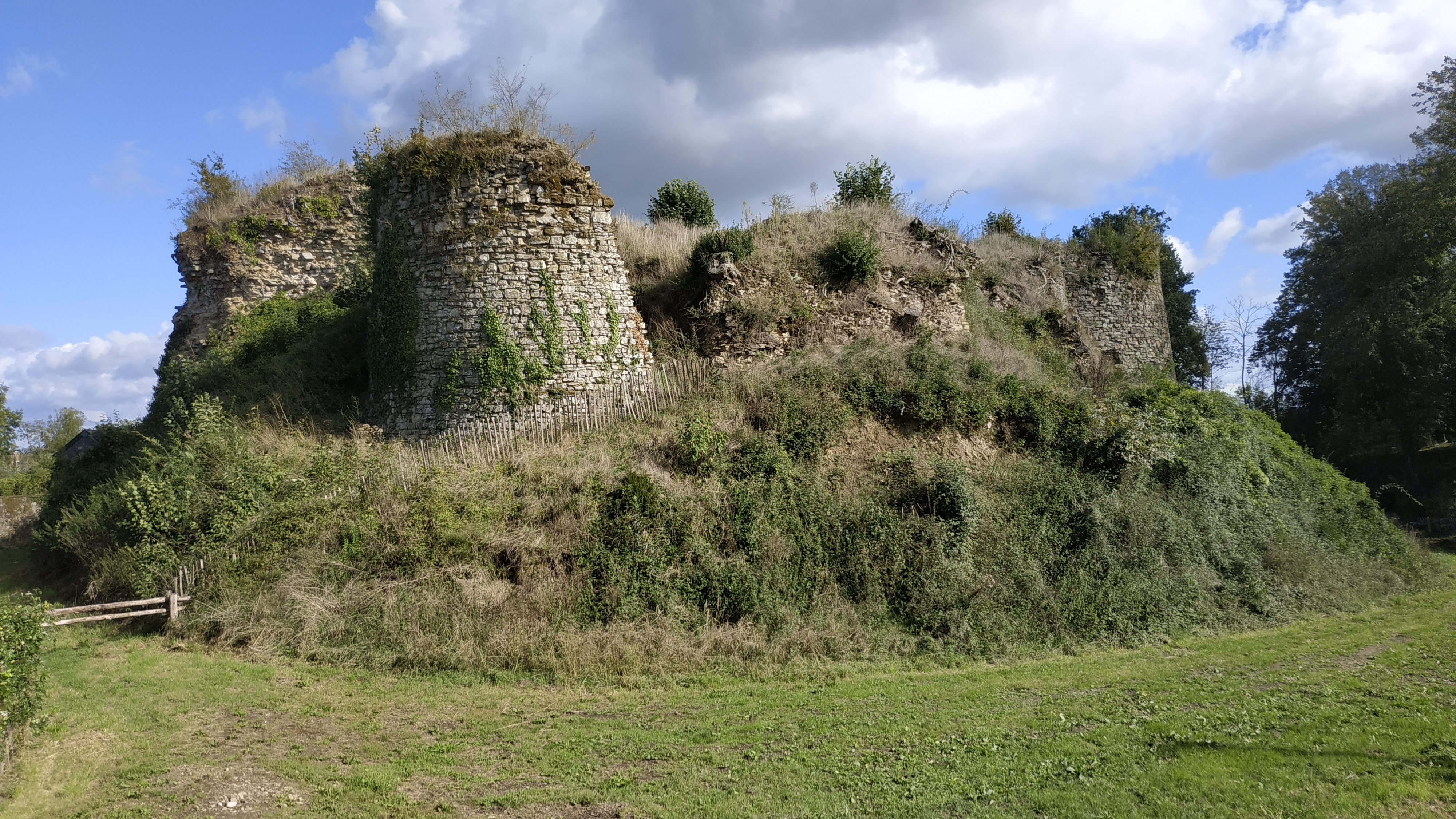
Le château de Marcillé-Robert.

La petite ville fortifiée s'est développée initialement autour du château, les remparts du XVe siècle étaient coupés par trois portes ; par la suite, la ville s'est divisée en trois bourgs : à l'Ouest, la Ville-Bedon, au centre, la ville proprement dite et, à l'Est, le bourg avec l'église et le prieuré des Béndictins de Marmoutier.
Le château fut démantelé en 1595 sur ordre d'Henri IV : « Le chasteau de cette seigneurie, par commandement de Fay d'Aumont, maréchal de France, comte de Châteaubourg [erreur : comte de Châteauroux], gouverneur de l'armée du Roy en Bretagne, à la requête de Madame de Laval ce jour 8 mars et quinzaine d'avril 1595 » est-il écrit sur les registres paroissiaux de Marcillé-Robert. La tradition locale rapporte qu'en 1597 les habitants de Marcillé-Robert marchèrent en armes contre les huguenots réfugiés au château de la Borderie (en Retiers) et qu'ils les en expulsèrent par le fer et la flamme. Par héritage, la propriété de la seigneurie de Marcillé passa en 1606 des comtes de Laval à la famille de la Trémoille, Henri Ier de La Trémoille prenant le nom de Guy XXI de Laval.
La construction d'une chapelle, Notre-Dame de la Bonne-Mort, est décidée le 10 décembre 1611, à l'ouest du bourg, l'église située à l'Est paraissant trop éloignée pour de nombreux paroissiens. Cette chapelle, qui existait encore à la fin du XIXe siècle a disparu depuis.
En 1674, Paul Bigot des Salles est sénéchal de Marcillé ; son descendant Joseph Charles Bigot des Salles est en 1764 procureur fiscal de la baronnie de Vitré en la châtellenie de Marcillé.

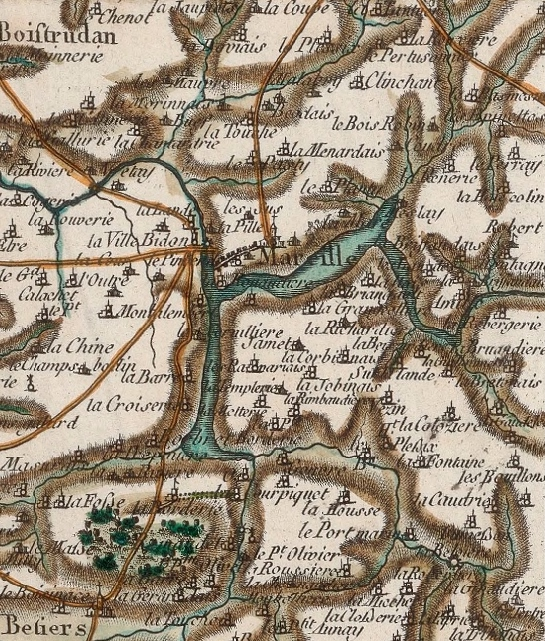
Carte de Cassini représentant Marcillé-Robert et ses environs vers 1786.

Le 21 décembre 1687 le général de Marcillé décida la reconstruction de l'église paroissiale (il s'agissait de l'ancienne église romane construite par les Bénédictins du prieuré de Marcillé) qui était trop petite et prête à tomber en ruines. La nouvelle église ne fut achevée qu'en 1713 (elle fut à nouveau reconstruite en 1830).
Jean-Baptiste Ogée décrit ainsi Marcillé-Robert en 1778 :

« Marcillé-Robert ; paroisse avec titre de châtellenie, de la dépendance de la baronnie de Vitré ; à 7 lieues à l'est-Sud-est de Rennes, son évêché et son ressort ; à une lieue trois quarts de La Guerche, sa subdélégation. On y compte 1 500 communiants. M. le duc de la Trémouille [Trémoille] en est le seigneur ; la cure est à l'Ordinaire. (...). Dans les grands froids, on voit ordinairement un grand nombre de cygnes sur l'étang, qui est au Sud et à l'Est du bourg. Les juridictions suivantes s'exercent à Marcillé : Marcillé, haute justice, à M. le duc de la Trimouille [Trémoille] ; la Barre, vicomté et haute justice, au même seigneur ; Trozé, haute justice, et les deux basses justices de Fretai, appartiennent à Mlle Tuffin de la Rouerie [erreur ; en fait à Marie Eugène Charles Tuffin de La Rouërie]. (...). »

### Révolution française
L'assemblée des paroissiens de Marcillé-Robert préalable aux États généraux de 1789 se tint le 5 avril 1789 sous la présidence de Jan-Baptiste-Marie Després, procureur fiscal de la baronnie de Vitré au siège de Marcillé-Robert en présence de 21 paroissiens. Un cahier de doléances fut rédigé, reprenant en partie celui de Sainte-Colombe ; les deux deputés élus chargés de représenter la paroisse lors de l'assemblée du tiers-état de la sénéchaussée furent Mathurin Chauvin (de la Bessellerie) et François Lancelot Duplessis).
La population de la commune était, parait-il, favorable aux changements apportés par la Révolution française, surtout après la fin de la Terreur. La principale fête révolutionnaire était alors celle célébrant l'anniversaire de l'exécution de Louis XVI, accompagnée d'un serment de haine à la royauté et à l'anarchie, fêtée à partir de 1795.

### LeXIXesiècle
A. Marteville et P. Varin, continuateurs d'Ogée, décrivent ainsi Marcillé-Robert en 1853 :

« Marcillé-Robert (sous l'invocation de saint Ouen) : commune formée de l'ancienne paroisse de ce nom, aujourd'hui succursale ; chef-lieu de perception. (...) Principaux villages : Montalembert, Fretay, Maupré, la Haute et la Basse-Louvignère, Haut et Bas-Freux, Clinchamp, Bas-Mesnil, la Briffaudais, Amilié, Vezin, la Mettrie. Superficie totale 2 029 ha 91 ares dont (...) terres labourables 1 330 ha, prés et pâturages 264 ha, bois 116 ha, vergers et jardins 92 ha, landes et incultes 66 ha, étangs 88 ha (...). Moulins : 5 (de Marcillé 3, de Fretay 2 ; à eau). (...) Cette commune est traversée de l'est à l'ouest par la rivière de Seiche. Elle est limitée au sud par la petite rivière d'Ardaine (Ardenne), qui se perd dans l'étang de Marcillé ; enfin au nord-ouest et au sud-est par la route départementale de Rennes à La Guerche. Il y a foire le premier et le troisième samedi de mai. marché le samedi. Géologie : schiste argileux. On parle le français [en fait le gallo]. »

Ces mêmes auteurs ajoutent que « la ville de Marcillé-Robert possédait une enceinte fortifiée, dont les portes seules ont conservé quelques débris » et que les tours du château, « qui sont en ruines, ont encore plus de 16 à 18 mètres de hauteur ».
Au milieu de la ville s'élevaient les halles détruites vers 1884.

### La Belle Époque

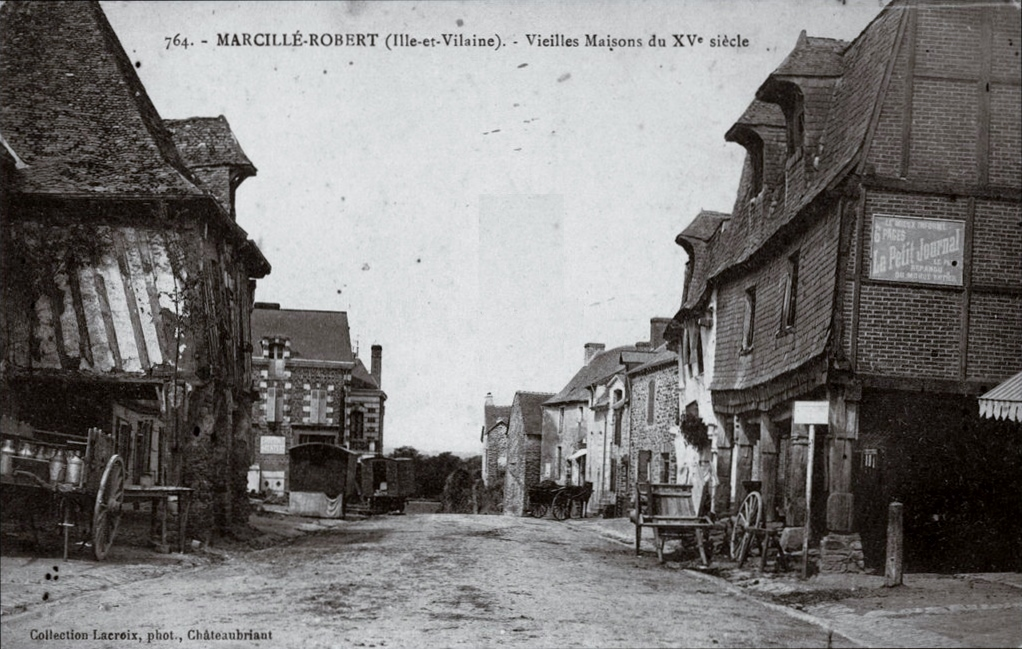
Vieilles maisons du XVe siècle (carte postale, début XXe siècle).

#### La Première Guerre mondiale

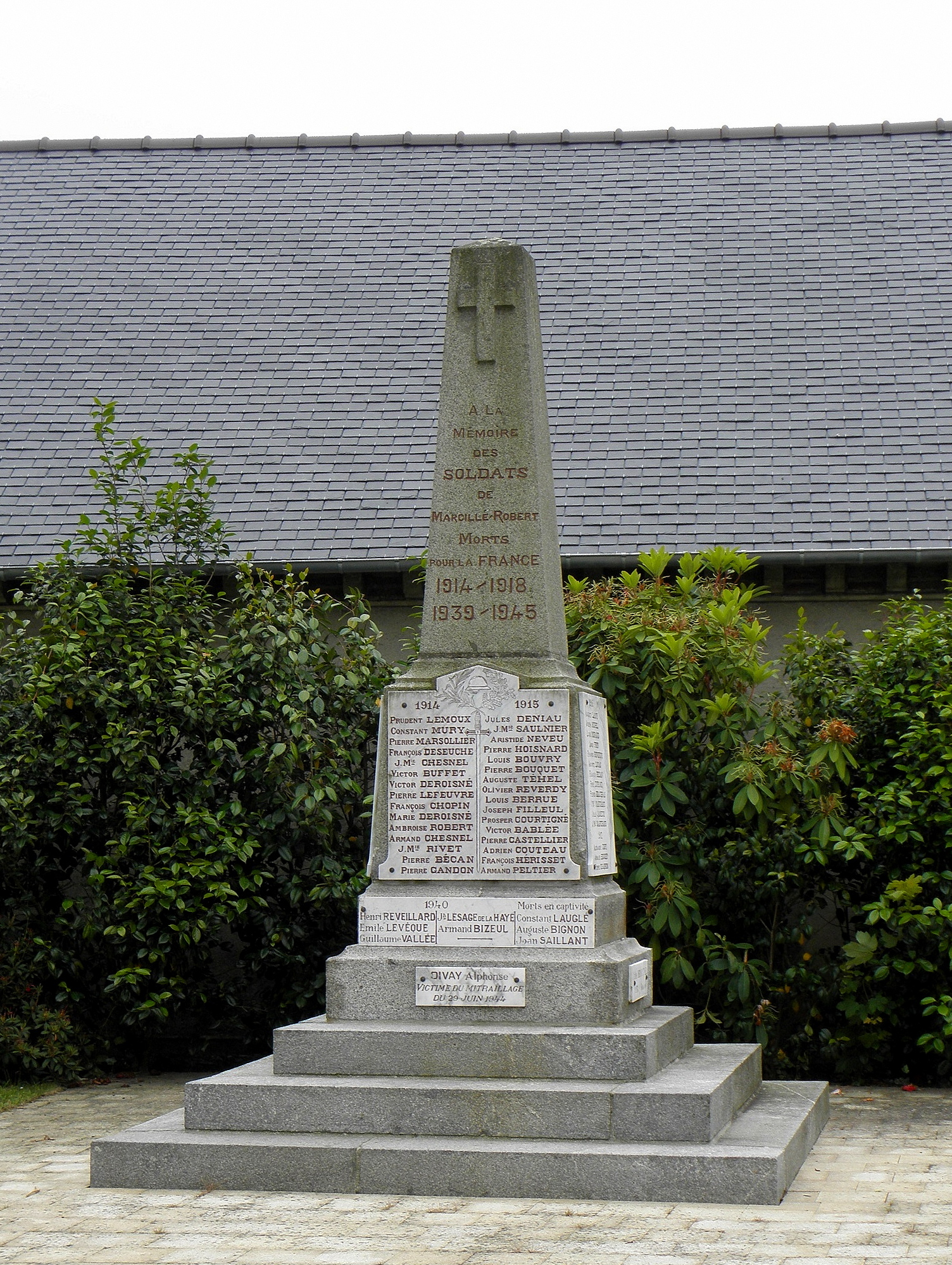
Le monument aux morts de Marcillé-Robert.

Le monument aux morts de Marcillé-Robert porte les noms de 60 soldats morts pour la France pendant la Première Guerre mondiale ; parmi eux 6 sont morts en Belgique dont 4 (Jules Deniau, Prudent Lemoux, Pierre Marsollier et Constant Mury) dès le 22 août 1914 ; Pierre Bécan est mort des suites de ses blessures le 31 octobre 1914 au camp de prisonniers de Cassel-Niederzwehren (Allemagne) ; Jean Marchand est mort en 1916 à Salonique et Victor Saudrais dans l'actuelle Albanie le 1er août 1918, tous deux dans le cadre de l'expédition de Salonique ; tous les autres sont décédés sur le sol français : trois (Auguste Chauvel, Louis Frin et Francis Massonnais) ont été décorés de la Médaille militaire et de la Croix de guerre et trois (Jean Bénard, Pierre Bourry et Pierre Charron) de la Croix de guerre.

#### L'Entre-deux-guerres

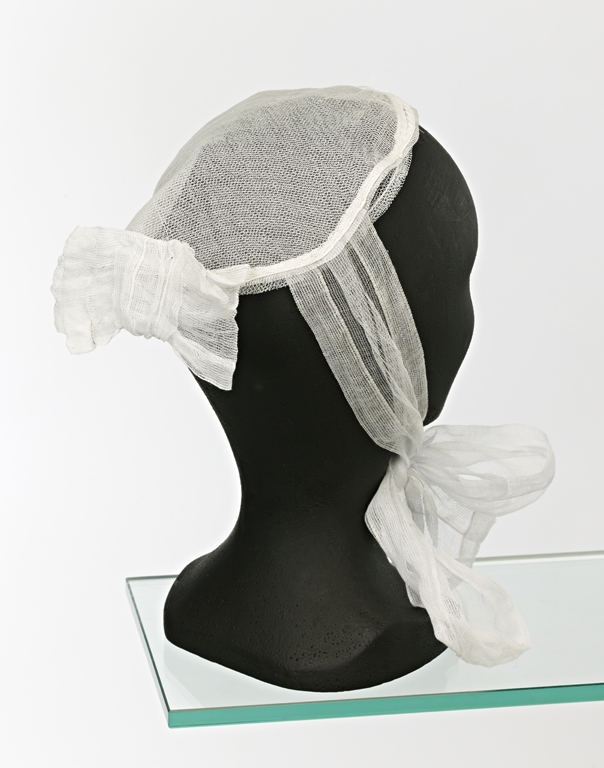
La coiffe de Marcillé vue de l'arrière (Musée de Bretagne).
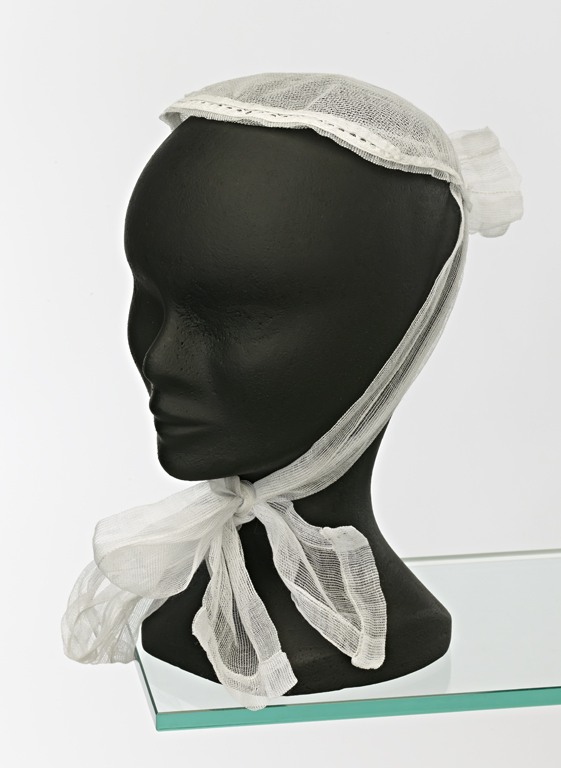
La coiffe de Marcillé vue de l'avant (Musée de Bretagne).

#### La Seconde Guerre mondiale
Le monument aux morts de Marcillé-Robert porte les noms de 9 personnes mortes pour la France pendant la Seconde Guerre mondiale : parmi elles Armand Bizeul, Joseph Le Sage de la Haye, Émile Levêque, Henri Reveillard et Guillaume Vallée sont morts en 1940 lors de la Campagne de France ; Auguste Bignon est mort de maladie alors qu'il était en captivité en Allemagne au stalag VIII C à Sagan (désormais Żagań, ville polonaise) ; Alphonse Divay (tué lors d'un mitraillage le 29 juin 1944 à Marcillé-Robert) fut une victime civile de la guerre.

#### L'après Seconde Guerre mondiale
Un soldat (Jules Delourmel) originaire de Marcillé-Robert est mort pour la France pendant la Guerre d'Indochine.

## Héraldique
| Blason | Blasonnement : De gueules au lion d'or surmonté d'un lambel du même. |

## Politique et administration
| Période                                  | Période                  | Identité                     | Étiquette | Qualité |
| ---------------------------------------- | ------------------------ | ---------------------------- | --------- | --- |
| avant 1803                               | 1812                     | Jean Fournier                |           | |
| 1812                                     | 1851                     | François Després-Duval       |           | Notaire. Conseiller général entre 1833 et 1842. Chevalier de la Légion d'honneur.                                              |
| 1851                                     | 1860                     | Jean Moullin                 |           | Officier de santé. |
| 1860                                     | 1881                     | Émile Legeard                |           | Notaire. Conseiller général entre 1860 et 1867.                                                                                |
| 1881                                     | 1919                     | Adolphe Frangeul des Touches |           | Propriétaire. |
| 1919                                     | 1938 ou avant            | Raoul Lesage de La Haye      |           | Docteur en droit. |
|                                          |                          |                              |           | |
| mars 1959                                | mars 1977                | François Lesage de la Haye   |           | Chevalier du Mérite agricole et de l'Ordre national du Mérite (1980). Fils de Raoul Lesage de La Haye, maire à partir de 1919. |
| mars 1977                                | mars 1983                | Eugène Bagourd               |           | Agriculteur. |
| mars 1983                                | juin 1995                | Constant Debroize            |           | Agriculteur Retraité. |
| juin 1995                                | mars 2008                | Marcel Jamois                | DVD       | Enseignant. |
| mars 2008                                | 27 décembre 2019 (décès) | Louis Chapon                 | DVD-LR    | Agriculteur. |
| 27 décembre 2019                         | 3 juillet 2020           | Guy Vallée                   | DVD       | Commerçant retraité, maire par intérim                                                                                         |
| 3 juillet 2020                           | En cours                 | Laurent Divay                | DVD       | Fonctionnaire de police. |
| Les données manquantes sont à compléter. |                          |                              |           | |

### Jumelages
Avec les huit autres communes du canton de Retiers, aujourd'hui supprimé, Marcillé-Robert est jumelée avec :
- Mieścisko (Pologne) depuis mars 1998

## Démographie
L'évolution du nombre d'habitants est connue à travers les recensements de la population effectués dans la commune depuis 1793. Pour les communes de moins de 10 000 habitants, une enquête de recensement portant sur toute la population est réalisée tous les cinq ans, les populations de référence des années intermédiaires étant quant à elles estimées par interpolation ou extrapolation. Pour la commune, le premier recensement exhaustif entrant dans le cadre du nouveau dispositif a été réalisé en 2007.
En 2022, la commune comptait 994 habitants, en évolution de +2,69 % par rapport à 2016 (Ille-et-Vilaine : +5,46 %, France hors Mayotte : +2,11 %).
| 1793  | 1800  | 1806  | 1821  | 1831  | 1836  | 1841  | 1846  | 1851  |
| ----- | ----- | ----- | ----- | ----- | ----- | ----- | ----- | ----- |
| 1 363 | 1 638 | 1 497 | 1 757 | 1 800 | 1 789 | 1 759 | 1 766 | 1 745 |

| 1856  | 1861  | 1866  | 1872  | 1876  | 1881  | 1886  | 1891  | 1896  |
| ----- | ----- | ----- | ----- | ----- | ----- | ----- | ----- | ----- |
| 1 706 | 1 728 | 1 697 | 1 581 | 1 539 | 1 484 | 1 480 | 1 415 | 1 396 |

| 1901  | 1906  | 1911  | 1921  | 1926  | 1931  | 1936  | 1946  | 1954  |
| ----- | ----- | ----- | ----- | ----- | ----- | ----- | ----- | ----- |
| 1 347 | 1 328 | 1 300 | 1 138 | 1 104 | 1 120 | 1 120 | 1 101 | 1 090 |

| 1962  | 1968 | 1975 | 1982 | 1990 | 1999 | 2006 | 2007 | 2012 |
| ----- | ---- | ---- | ---- | ---- | ---- | ---- | ---- | ---- |
| 1 048 | 983  | 943  | 837  | 837  | 856  | 922  | 931  | 964  |

| 2017 | 2022 | - | - | - | - | - | - | - |
| ---- | ---- | - | - | - | - | - | - | - |
| 959  | 994  | - | - | - | - | - | - | - |

## Lieux et monuments
Monument historique :
La commune abrite un monument historique depuis le classement en 2017 de l'ancien château-fort médiéval, en partie ruiné (des travaux de restauration sont en cours). 

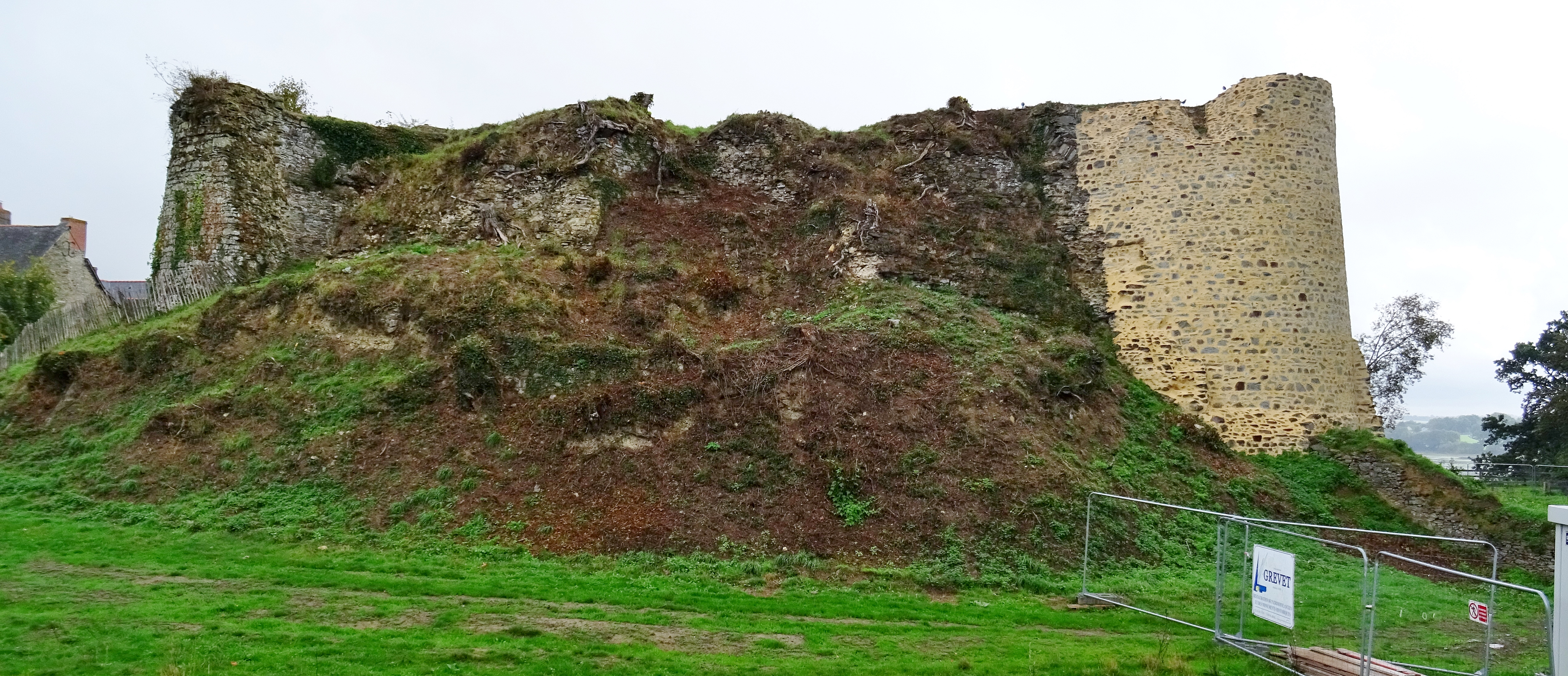
Le château médiéval de Marcillé-Robert vu du côté Ouest (la tour de droite vient d'être restaurée).

On peut noter par ailleurs dans le patrimoine de la commune les bâtiments suivants :
- L'église Saint-Ouen (XVIIe au XIXe siècle).

Commencée en 1688, terminée en 1713, elle est composée d'une nef terminée par une abside semi-circulaire et d'un transept. La face sud présente un clocher-porche construit en 1713 (reconstruit en 1830) additionné d'un ossuaire. L'intérieur possède une voûte boisée, l'abside est décorée de peintures qui ont été restaurées. Un grand retable datant de 1825 à colonnes torses ornées de feuillages est accosté de deux ailes arrondies. Elle est surmontée d'un toit octogonal en forme de carène et d'un campanile.

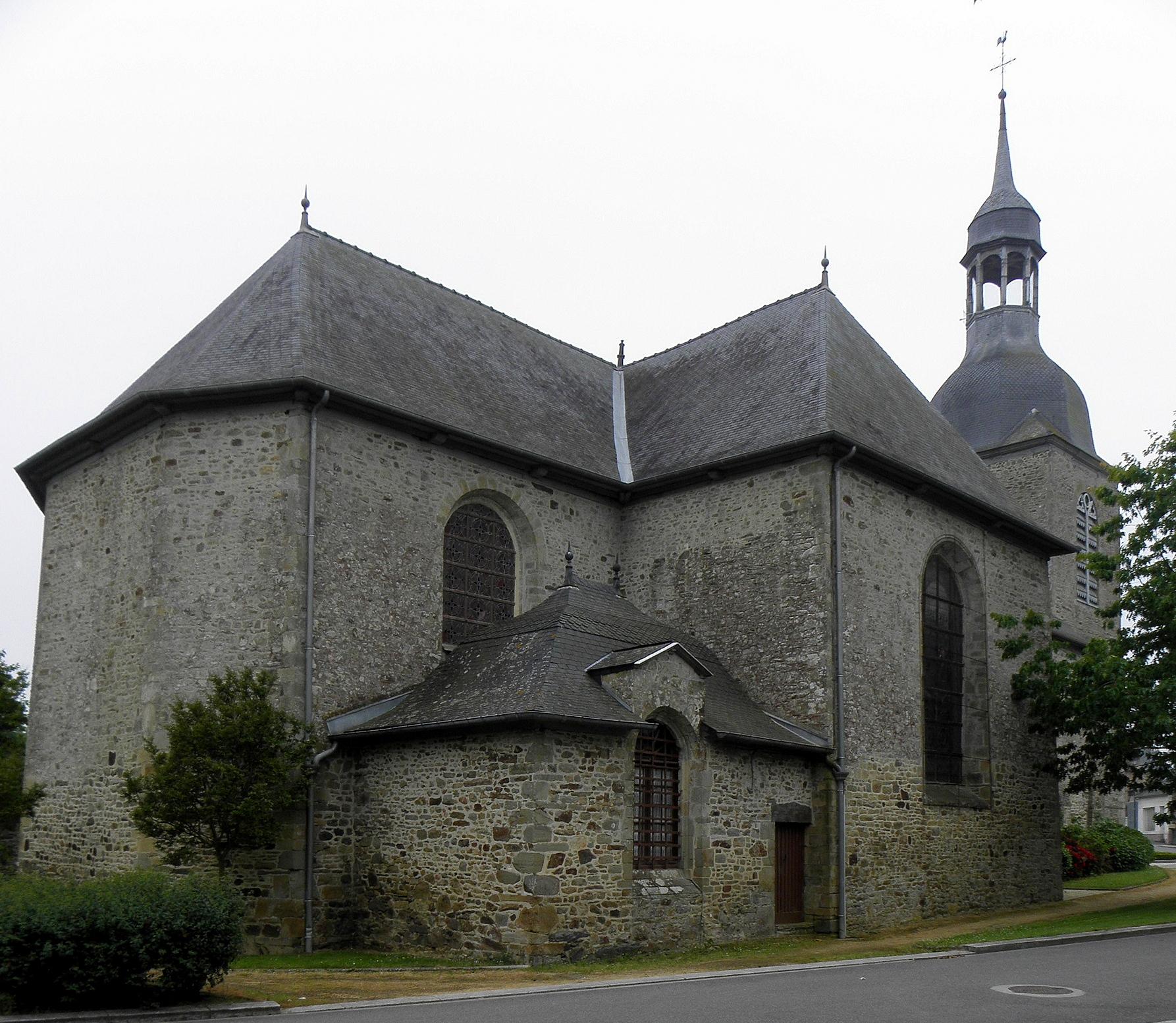
L'église paroissiale Saint-Ouen : vue extérieure d'ensemble.
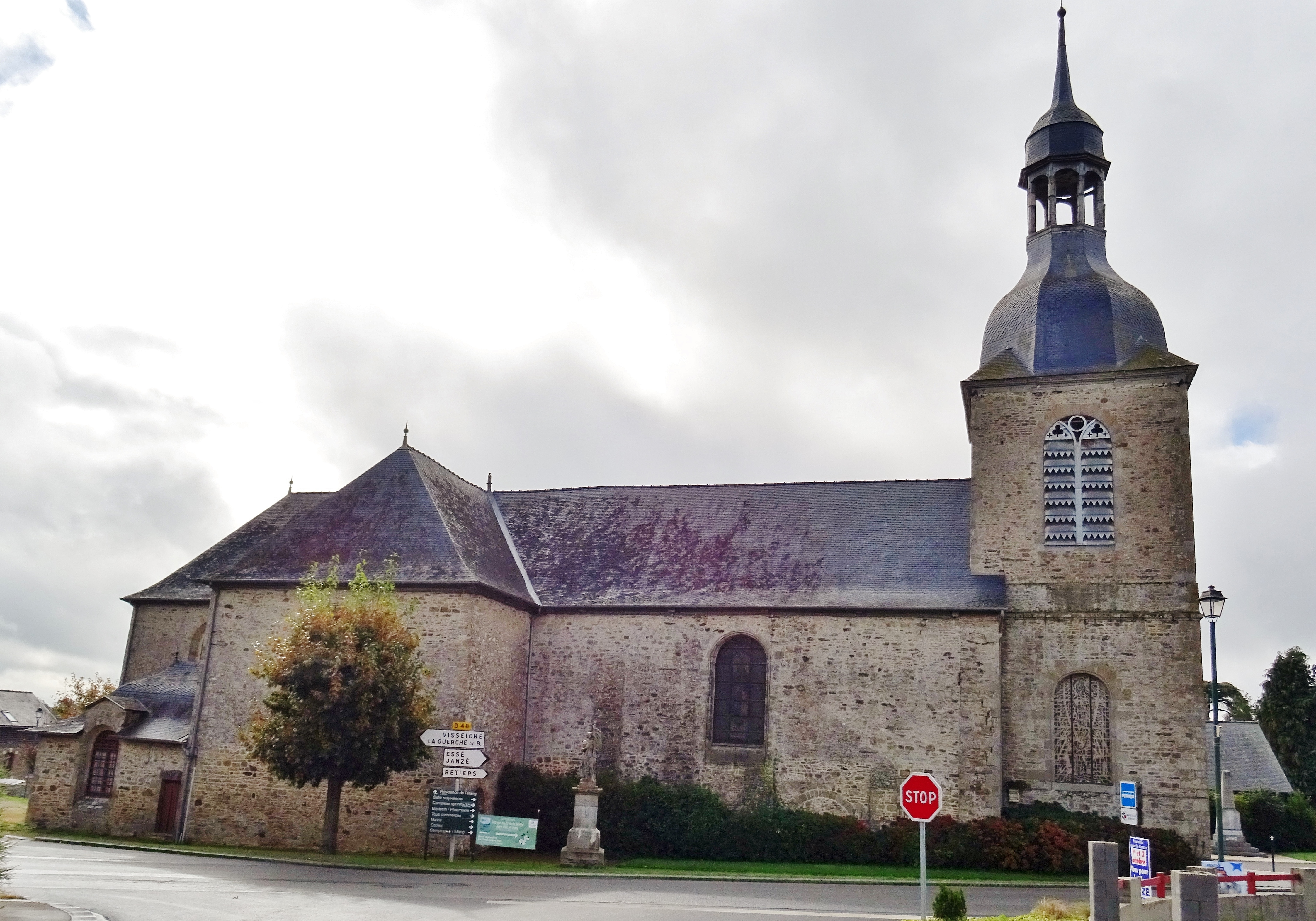
L'église paroissiale Saint-Ouen vue du côté sud.
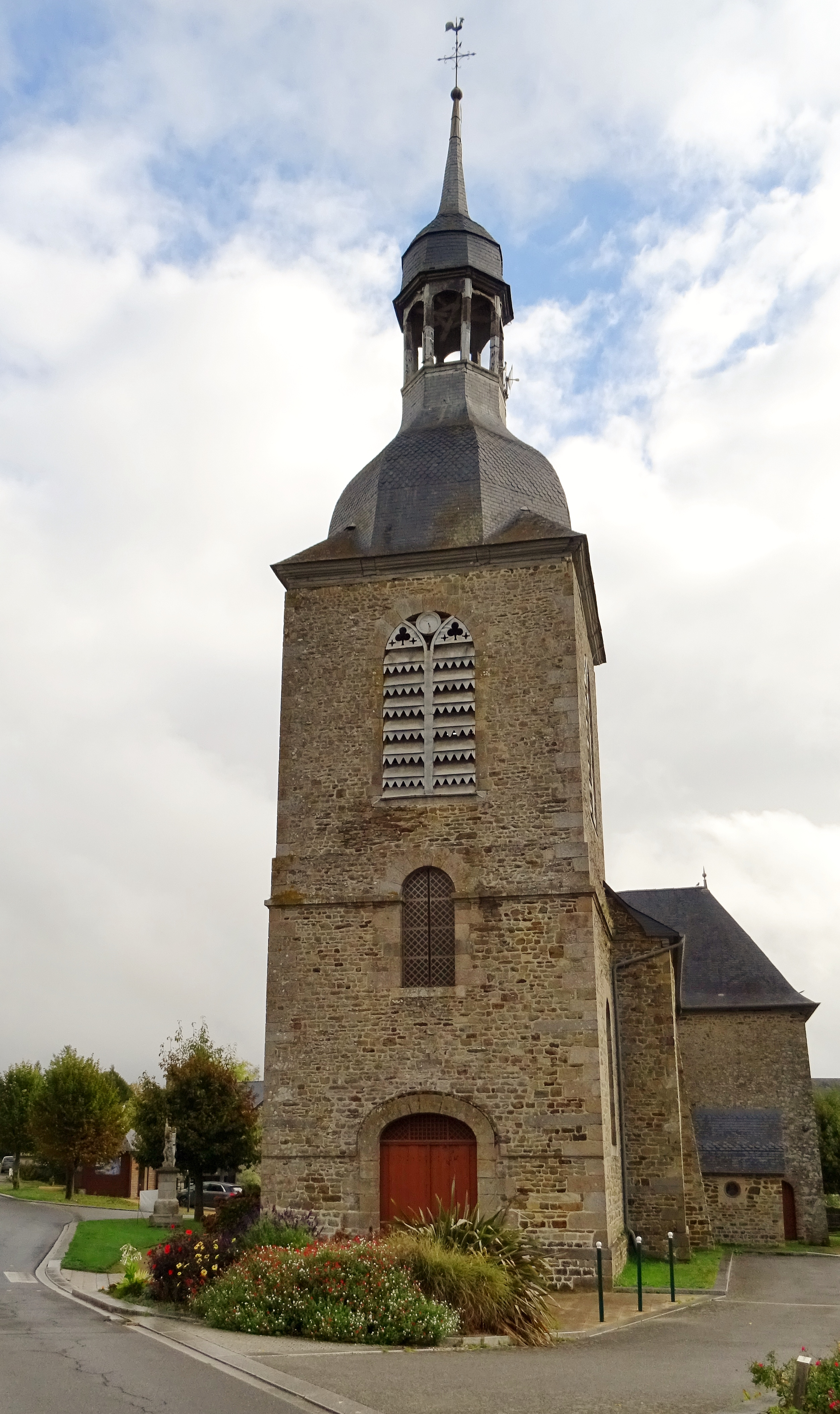
L'église paroissiale Saint-Ouen : le clocher-porche.
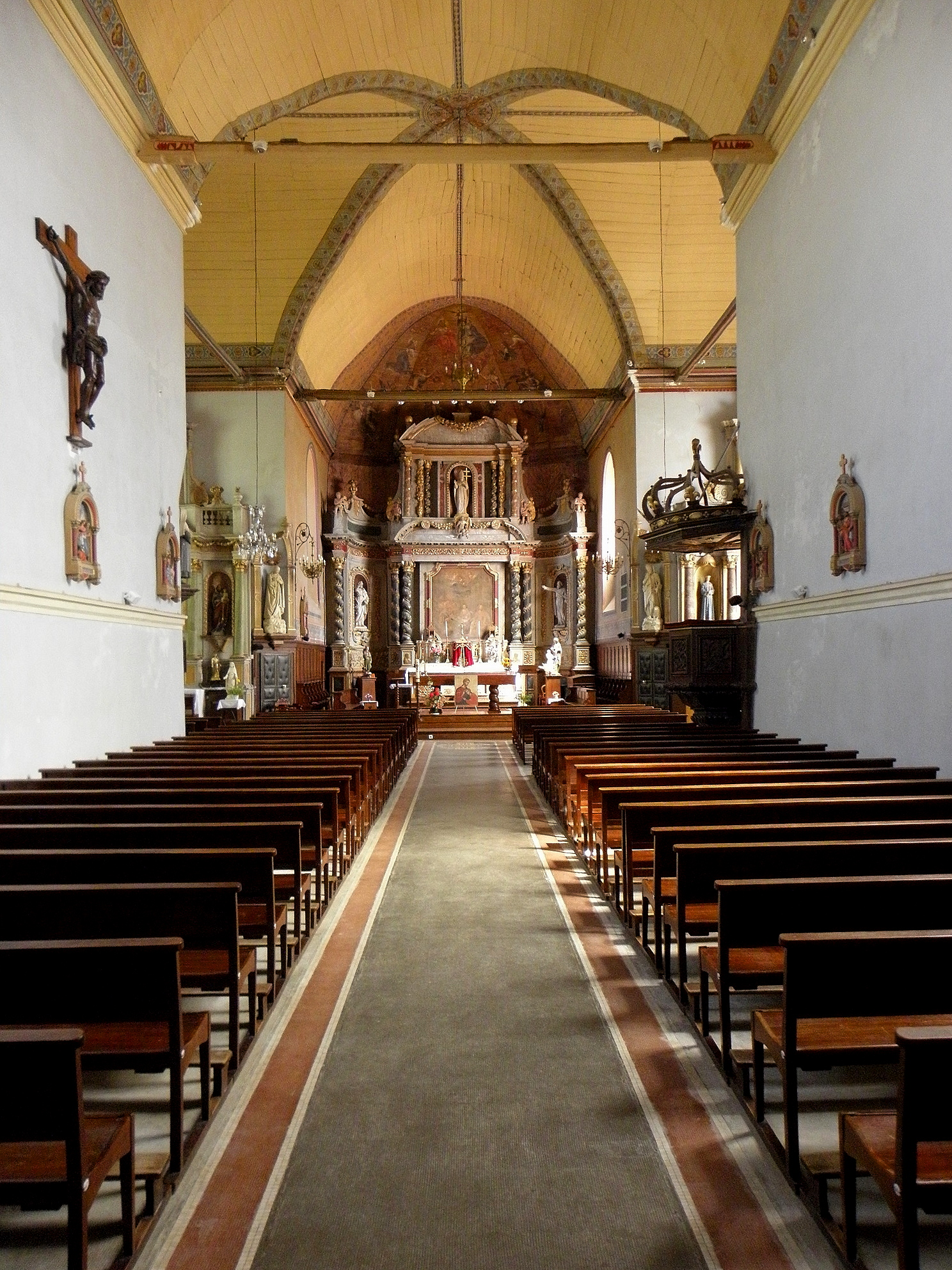
L'église paroissiale Saint-Ouen : vue intérieure d'ensemble.
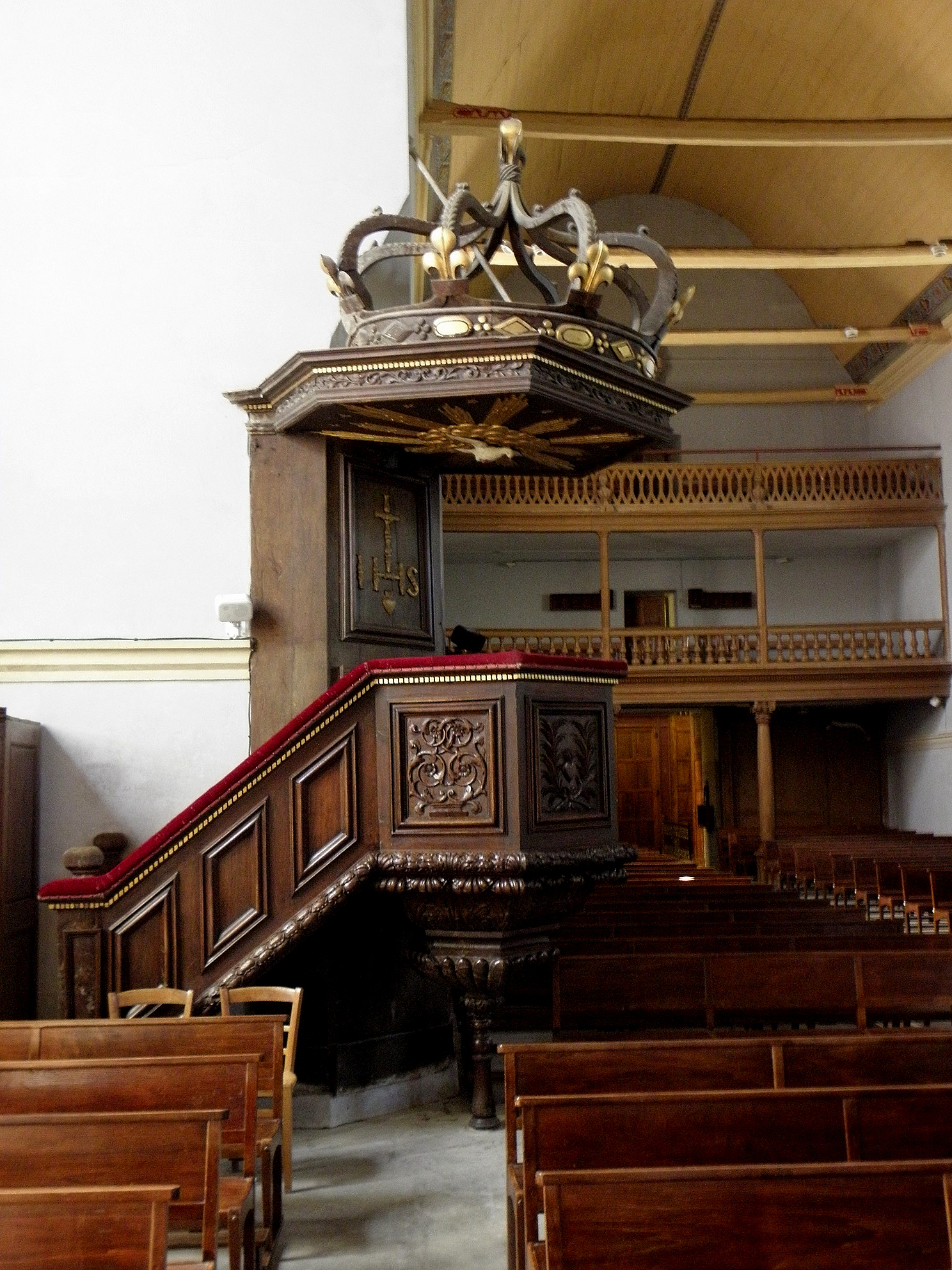
L'église paroissiale Saint-Ouen : la chaire à prêcher.
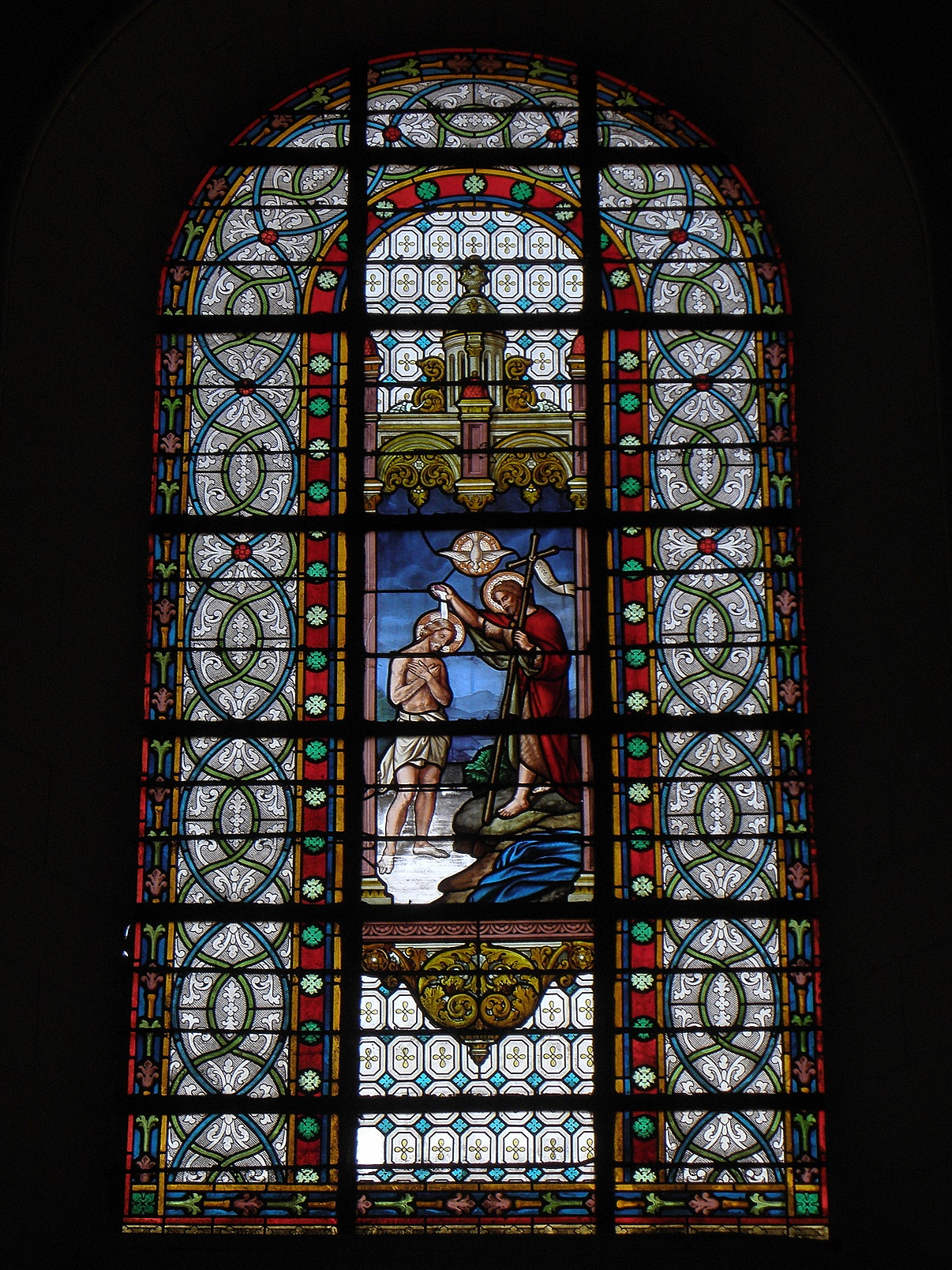
L'un des vitraux (le baptême du Christ par saint Jean-Baptiste.

- La chapelle est tout ce qui subsiste de l'ancien prieuré[46].
- Un petit sanctuaire dédié à Notre-Dame, situé près de la mairie.

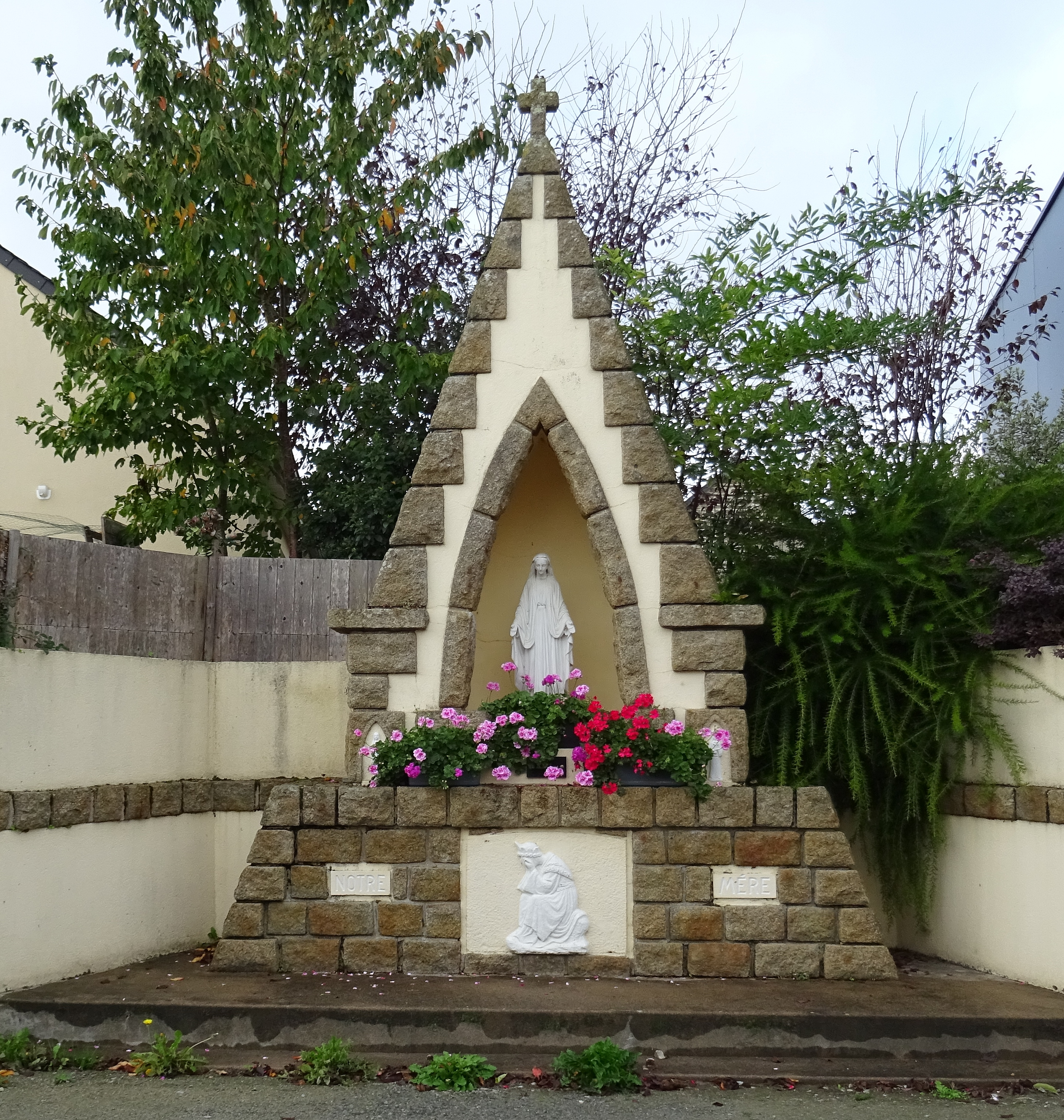
Petit sanctuaire dédié à Notre-Dame, situé près de la mairie.

- Le château de la Motte, de style néogothique, a été construit, probablement par Jacques Mellet, en 1872-1873 à l'emplacement de l'ancien prieuré pour le compte de la famille Lesage de La Haye[47].

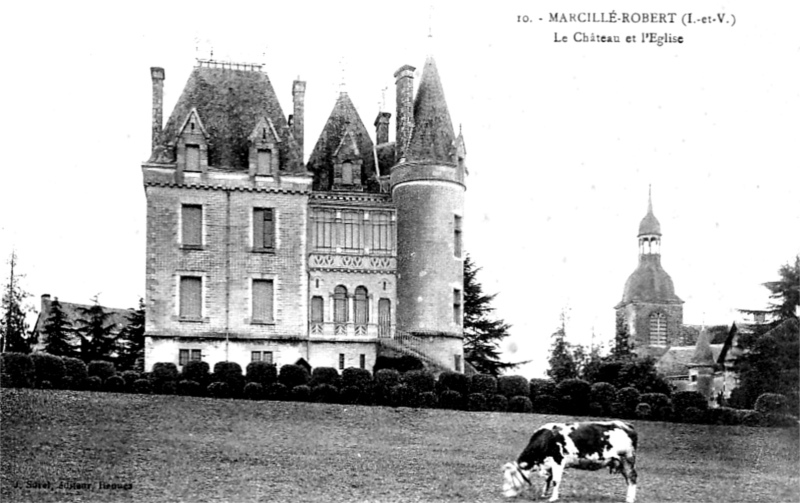
Le château néothique et l'église paroissiale vers 1920 (carte postale).
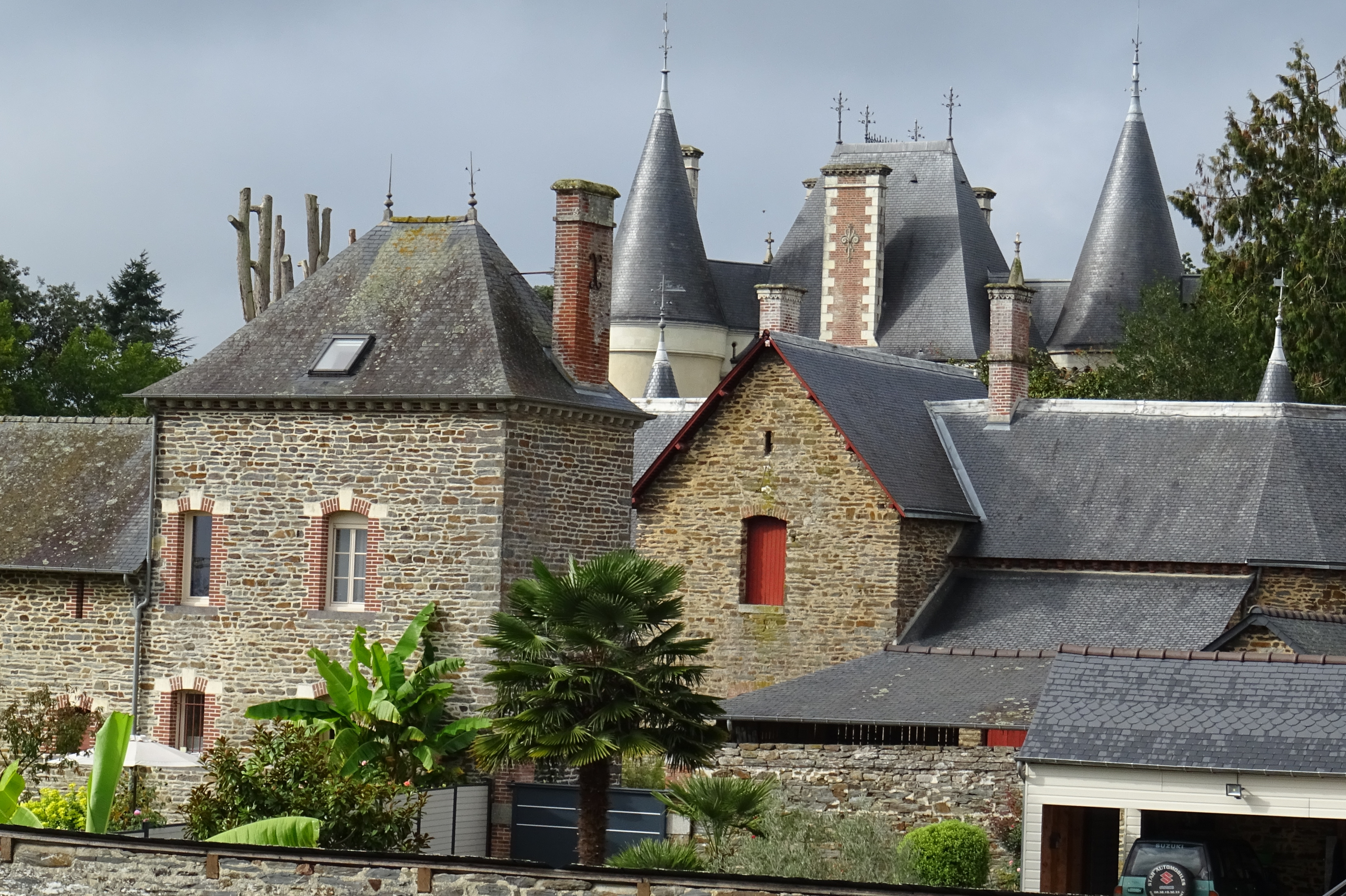
Les tours du château de style néogothique de Marcillé-Robert.

- Un moulin à vent situé près Le Freux[48].
- Un autre moulin à vent à Malabrys[49].
- Un ancien séchoir à lin, situé dans la partie est du bourg.

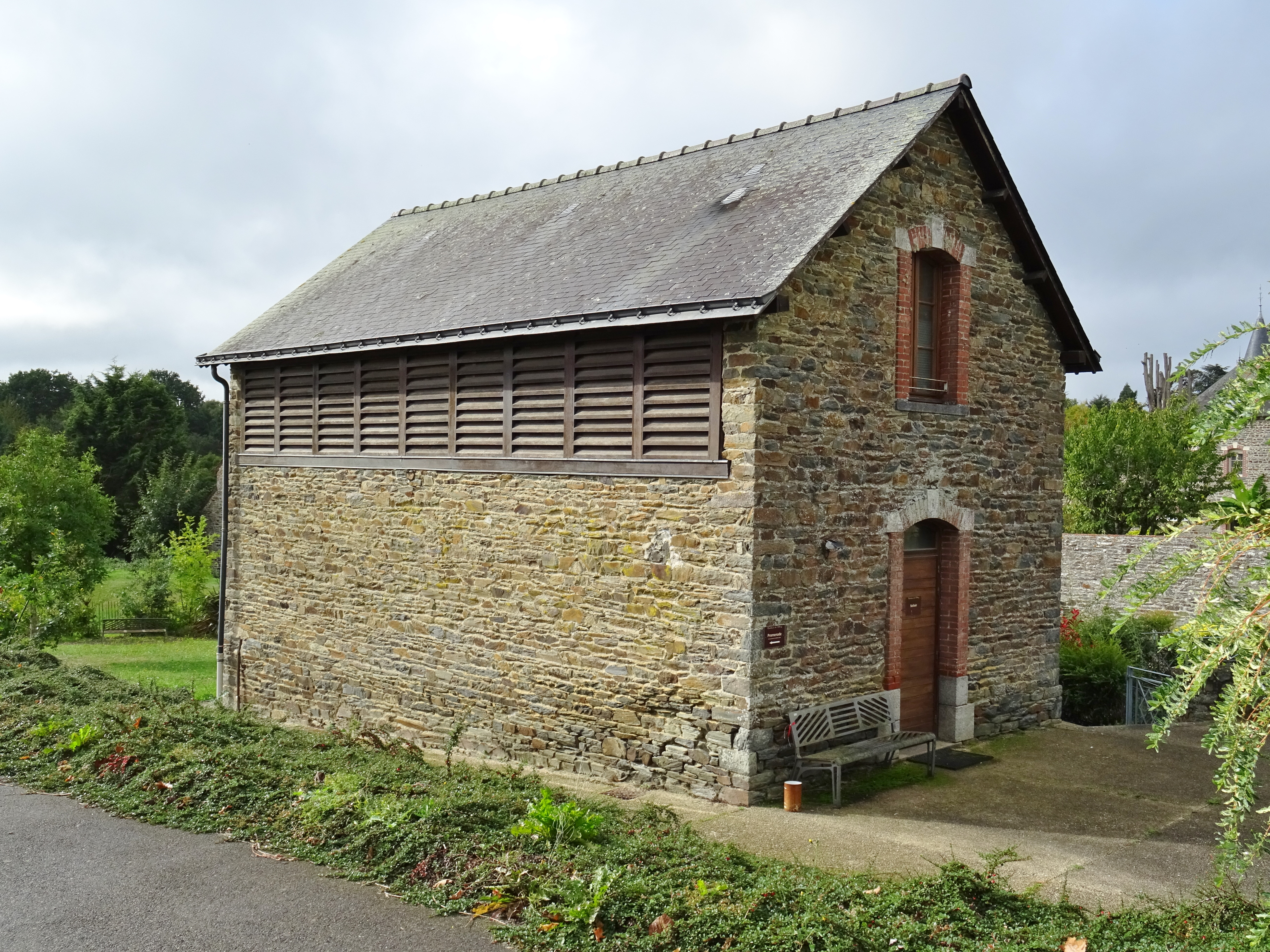
Ancien séchoir à lin situé dans la partie est du bourg.

- Des fermes : celles de la Haute Corbinais[50] (elle date du XVIIIe siècle), de la Boisardière[51] (son cadran solaire date de 1751) et de la Jagaudière[52] notamment.
- La résidence de l'Étang, actuellement un EHPAD, se trouve dans un ancien manoir habité successivement par le passé par Pierre de Tinténiac en 1427, puis successivement par les familles de Bœuvres, la Chapelle et la Belinaye, et qui fut transformé en hospice au XVIIIe siècle[27].

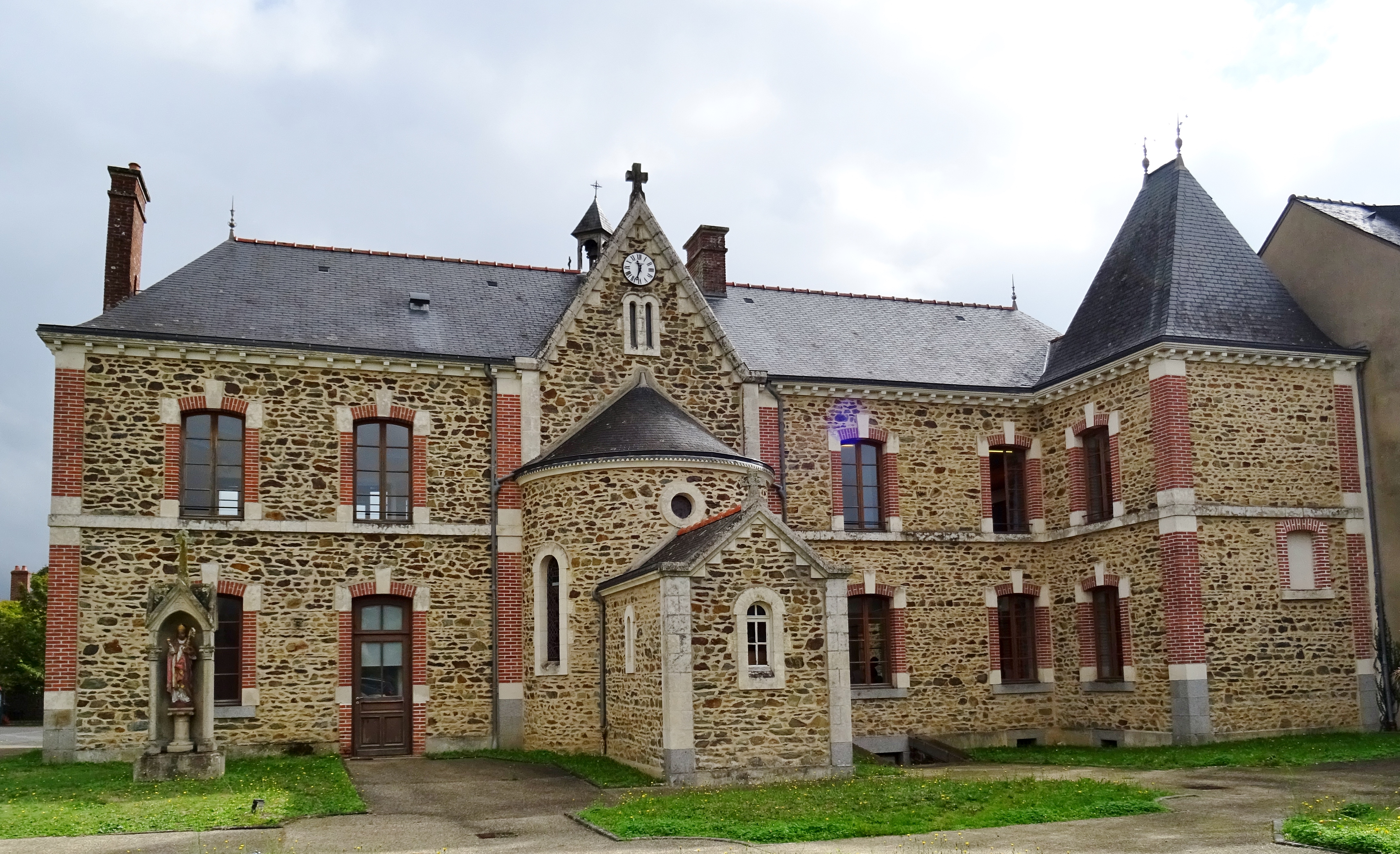
L'ancien manoir du bourg, reconverti en hospice et désormais en EPHAD (résidence de l'Étang).
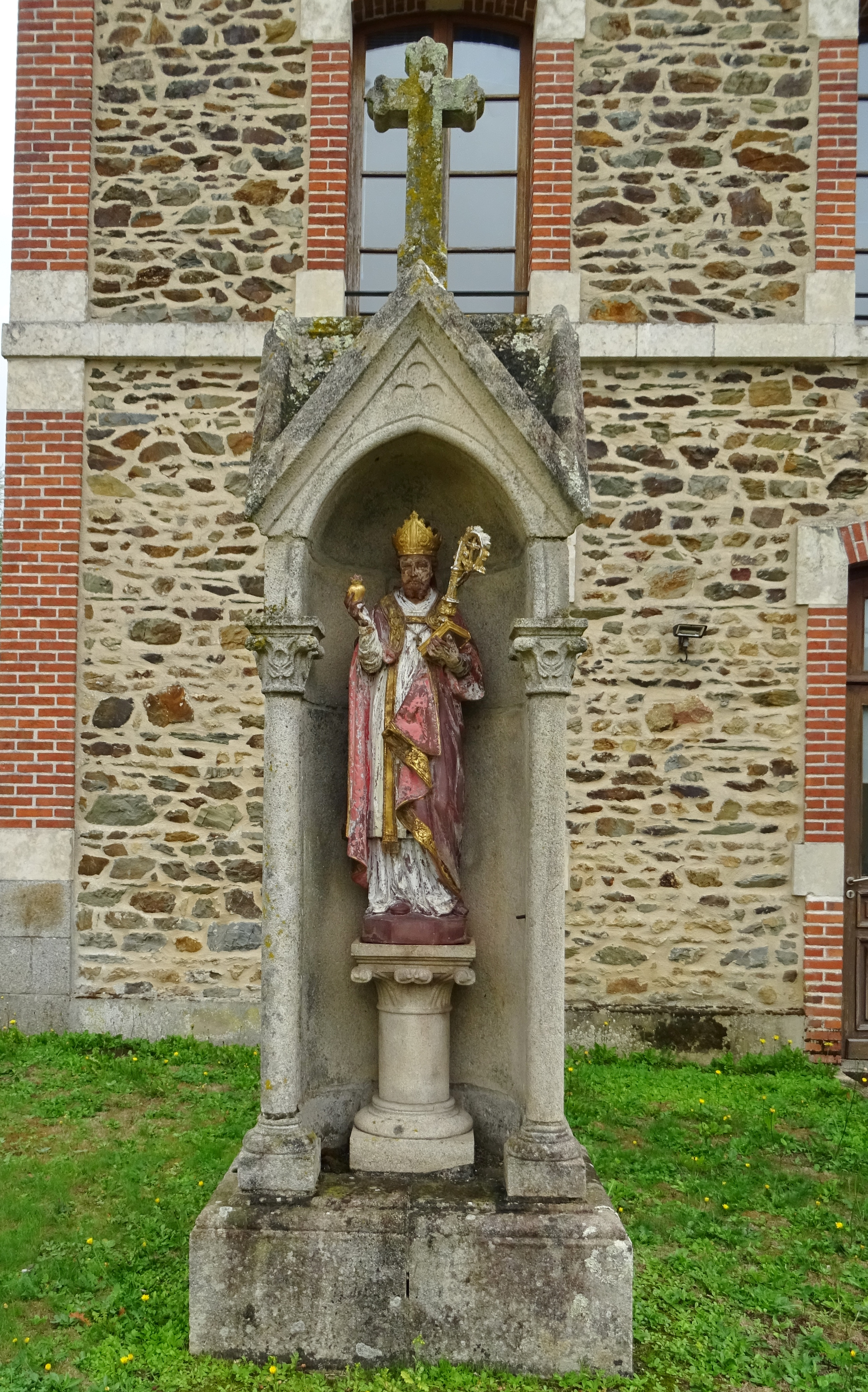
Statue devant la résidence de l'Étang.

- la "Minoterie" (une ancienne minoterie située juste en aval de la digue de l'étang de Marcillé-Robert, exploitée jusqu'en 1979 et devenue ensuite une discothèque), devenue depuis 2020 un lieu d'artistes, d'expositions et de spectacles pendant la saison estivale, animé par l'association portant le même nom[53].

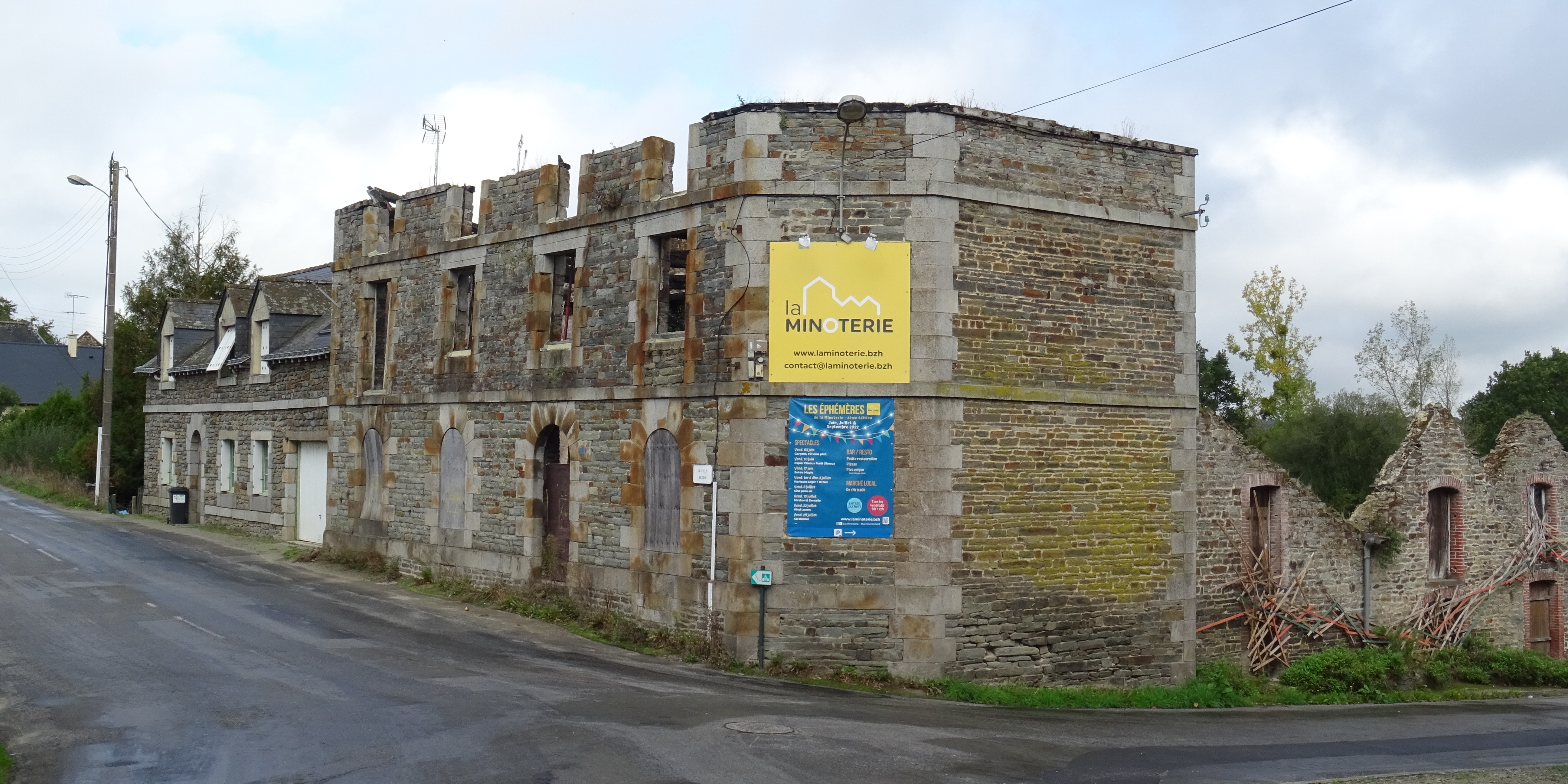
La "Minoterie".

Site naturel :
- L'étang de Marcillé-Robert, d'une superficie de cent hectares, alimenté par les eaux de la Seiche et de l'Ardenne. On peut y observer de nombreuses espèces d'oiseaux migrateurs, notamment hivernants.

## Personnalités liées à la commune
- Joseph Joachim François Esmé Jean Emmanuel Lancelot-Dubourg (1749-1806), prêtre catholique et homme politique né à Marcillé-Robert, député du clergé aux états généraux de 1789.